# Amtsgericht Sinzig

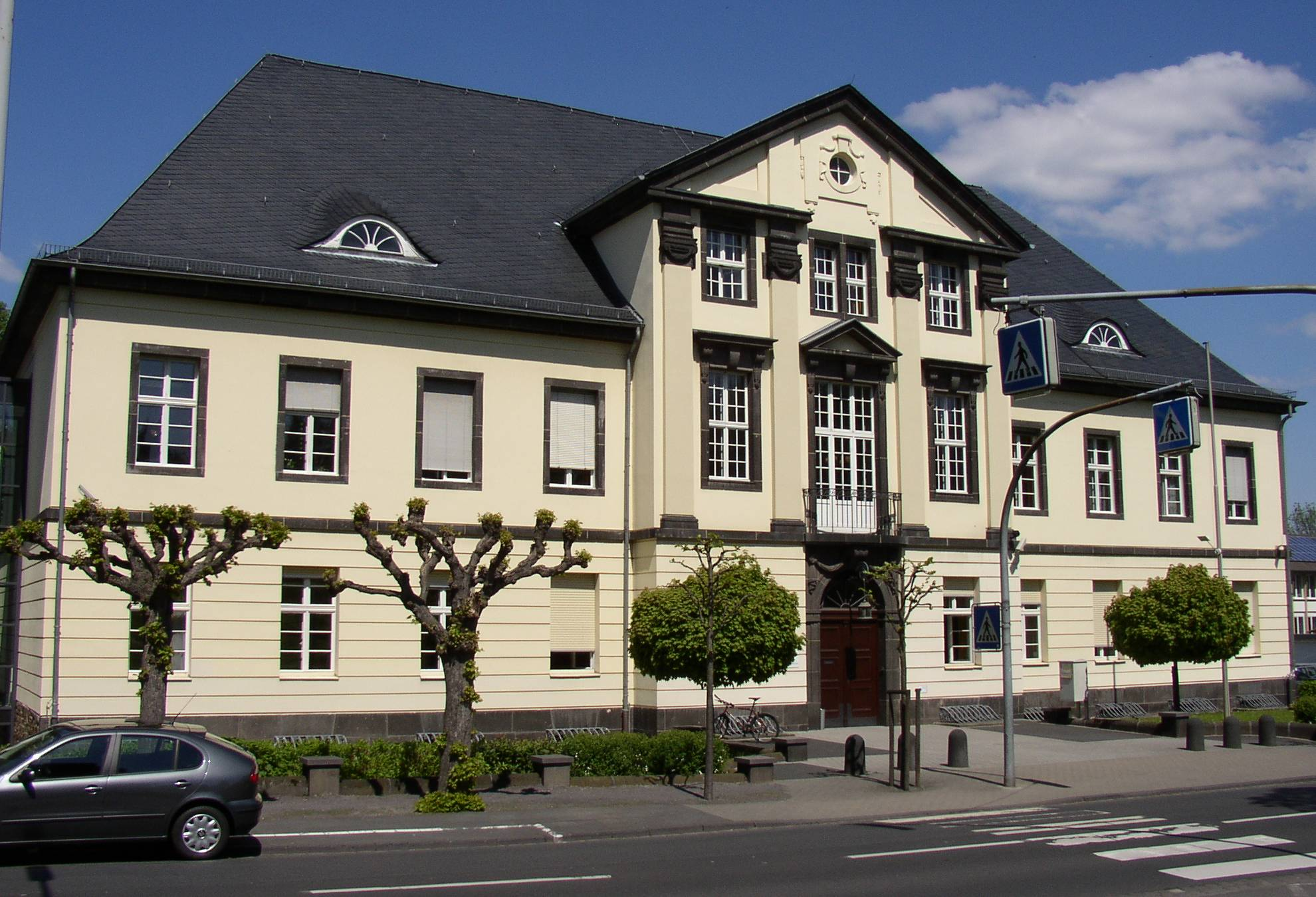
Amtsgericht Sinzig

Das Amtsgericht Sinzig ist ein Gericht der ordentlichen Gerichtsbarkeit in Rheinland-Pfalz mit Sitz in Sinzig am Rhein.

## Gerichtssitz und -bezirk
Das Gericht hat seinen Sitz in Sinzig. Es gehört zum Landgerichtsbezirk Koblenz. Seine Zuständigkeit erstreckt sich auf die Städte Sinzig und Remagen sowie die Verbandsgemeinden Bad Breisig und Brohltal.

## Mitarbeiter
Gegenwärtig sind am Amtsgericht Sinzig Mitarbeiter beschäftigt:
- 6 Richter
- 7 Rechtspfleger
- 20 Beamte und Angestellte
- 4 Gerichtsvollzieher
- 3 Justizwachtmeister
- und weitere Mitarbeiter

## Zuständigkeit
Das Amtsgericht Sinzig ist für alle Angelegenheiten zuständig, die bei einem Amtsgericht anhängig gemacht werden können und ist damit zugleich Zivilgericht, Familiengericht, Grundbuchamt, Betreuungsgericht, Mahngericht, Nachlassgericht und Registergericht.

## Übergeordnete Gerichte
Dem Amtsgericht Sinzig ist das Landgericht Koblenz übergeordnet. Zuständiges Oberlandesgericht ist das Oberlandesgericht Koblenz.

## Gebäude
Das Gerichtsgebäude steht auf dem Grundstück Barbarossastraße 21 in Sinzig. Es ist geschützt als eingetragenes Kulturdenkmal im Sinne des Denkmalschutz- und -pflegegesetzes (DSchG) des Landes Rheinland-Pfalz. Das Amtsgericht verfügt über einen barrierefreien Zugang und über einen Aufzug. Das zweieinhalbgeschossige Gebäude wurde um 1913 errichtet.